# Séthi (fils de Ramsès II)
Pour les articles homonymes, voir Séthi.
Séthi est un prince d'Égypte et neuvième fils de Ramsès II,.

## Attestation
Le prince, neuvième fils de Ramsès II, a été nommé en honneur de son grand-père, le pharaon Séthi Ier.
Il est parfois assimilé au Séthi d'un ostracon du Louvre (N 2261) qui indique : « le fils royal Séthi, qu'a enfanté Néfertary ». Certains assimilent ce Séthi au neuvième prince et font de cette Néfertary soit la grande épouse royale, soit une épouse secondaire du même nom ; d'autres assimilent ce prince à un fils d'Amonherkhépeshef, la mère Néfertary nommée serait alors la princesse Néfertari II, troisième fille de Ramsès II. Toutefois, comme indiqué par Obsomer, Néfertary n'est pas décrite comme une fille royale, ce qui rend l'hypothèse d'un fils de Néfertari II peu probable. De plus, tous les enfants de la grande épouse royale Néfertari sont présents sur le petit temple d'Abou Simbel, or Séthi n'y est pas, ce qui permet d'exclure ce prince de la descendance de la reine. Ainsi, Obsomer propose tout simplement que ce Séthi de l'ostracon soit le neuvième prince, sa mère étant une épouse secondaire différente de la grande épouse royale homonyme.

## Biographie
Il consacre plusieurs années de sa vie à l'armée, et se trouve ainsi à la bataille de Qadesh et au siège de Dapour, bien que son jeune âge à l'époque rend peu probable toute forme de commandement pendant ces évènements. Par la suite, eu égard à son rang, il occupe de hautes fonctions administratives.
Deux objets ont parfois été attribués au prince ; toutefois, il est plus probable qu'ils correspondent au prince Séthi, fils de Mérenptah et futur roi Séthi II :
- une statuette en calcaire mentionnant « le fils royal de son ventre, son aimé, le premier officier (?) de son père, Séthi »[4] ;
- un tambour de colonnette qui montre « prince, scribe royal et fils royal Séthi, juste des voie »[4].

Il meurt vers l'an 53 du règne de son père, soit environ 1227/1226 avant l'ère commune, avant son frère aîné Khâemouaset, et n'est donc jamais devenu prince héritier,.

## Sépulture
Comme nombre de ses frères, Séthi est inhumé dans la tombe KV5 – où deux de ses vases canopes ont été découverts. Sur son équipement funéraire, son nom est Souty,.